# 岩見武三
岩見 武三（いわみ たけぞう、1941年1月29日 - ）は、日本の教育者、政治家。元兵庫県神崎郡市川町長（2期）。

## 来歴
市川町出身。神戸大学教育学部卒業。中学校教員を37年間務めたのち、区長6年間を経て2011年の市川町議会議員選挙に立候補し初当選を果たす（日本共産党公認）。
当選後は町議会議長を務めていたが、任期満了に伴う2015年の町長選挙に際して議員を辞職。「市川町 絆の会」の支援を得て無所属で出馬を表明する。選挙戦では子どもや高齢者の福祉の充実などを盛り込んだ「市川町ひまわりプラン2015」を掲げ、投開票の結果、再選を目指していた現職の岡本修平を下し初当選。兵庫県では隣接する嶋田正義福崎町長についで2人目（通算では山田兼三元南光町（現佐用町）長、工藤崇元上郡町長を含め4人目）の日本共産党員首長が誕生した。なお、嶋田は大学の先輩に当たるほか、中学校教師の経歴が共通する。
2019年、自民党と兵庫維新の会の推薦を受けた元町議の津田義和を破り再選。
2023年6月に、今期での退任を発表した。兵庫県内の首長で最高齢、唯一の共産党籍を持っている首長であった。後継指名はしなかった。